# میدنیا
میدنیا (به لاتین: Mideniya) یک منطقهٔ مسکونی در سری‌لانکا است که در استان جنوبی (سری‌لانکا) واقع شده‌است.